# Lisieux
Lisieux település Franciaországban, Calvados megyében. Lakosainak száma 19 540 fő (2022. január 1.). Lisieux Beuvillers, Glos, Hermival-les-Vaux, Ouilly-le-Vicomte, Rocques, Saint-Désir és Saint-Martin-de-la-Lieue községekkel határos.

## Népesség
A település népessége az elmúlt években az alábbi módon változott:
| Lakosok száma | 23 830 | 24 940 | 23 703 | 23 343 | 21 132 | 20 771 | 20 318 | 20 038 | 19 755 | 19 540 |
|               | 1968   | 1982   | 1990   | 2006   | 2013   | 2015   | 2017   | 2019   | 2020   | 2022   |